# Кундиш
Кунди́ш (рос. Кундыш, марій. Кундыш) — селище у складі Медведевського району Марій Ел, Росія. Входить до складу Кундиського сільського поселення.

## Населення
Населення — 21 особа (2010; 18 у 2002).
Національний склад (станом на 2002 рік):
- росіяни — 61 %
- марі — 33 %